# Oncidium trachycaulon
Oncidium trachycaulon är en orkidéart som beskrevs av Rudolf Schlechter. Oncidium trachycaulon ingår i släktet Oncidium och familjen orkidéer. Inga underarter finns listade i Catalogue of Life.